# Diablo II
Diablo II (укр. Діабло II) — відеогра жанру action/RPG та hack and slash, розроблена «Blizzard North» і видана в 2000 році для Windows та Mac OS.
Бувши продовженням гри Diablo (1996), Diablo II стала однією з найпопулярніших відеоігор 2000 року. Доповнення Diablo II: Lord of Destruction вийшло 2001 року. Наступне продовження, Diablo III, було випущено 2012 року. Гра довго офіційно підтримувалася, останнє оновлення було випущене в березні 2016 року.
Ремастер під назвою Diablo II: Resurrected вийшов 23 вересня 2021 року.
Сюжет показує події через деякий час після перемоги над демоном Диябло. Його переможець сам стає слугою зла, й звільняє владик Пекла. Але знаходиться група шукачів пригод, яка вирушає на боротьбу зі злом і стає на захист людей.

## Ігровий процес

Воїн у бою з демонами

### Основи
Гравець, як і в попередній грі, керує героєм, що бореться з чудовиськами та збирає скарби задля свого розвитку й просування сюжетом. На початку гравець повинен дати ім'я своєму персонажу та вибрати один із кількох класів героїв, кожен із яких відрізняється своїм набором умінь, початкових характеристик та доступними зброєю й обладунками. Герой бореться з ворогами в різних місцевостях, але час від часу повинен повертатися в табір, де продавати й купувати речі, отримувати нові завдання та винагороди. Між деякими місцевостями є змога швидко переміщуватись за допомогою телепортів. Також подекуди трапляються храми, що лікують героя чи посиллють його. Коли гравець проходить гру на одному рівні складності, відкривається наступний, складніший.
Персонаж здатний носити одяг, обладунки та по дві зброї та щити. Також він вміє чаклувати, але рівень володіння зброєю та магією різний для різних класів персонажів. Запас здоров'я та енергії (мани) поповнюється відповідними зіллями. Знищуючи монстрів та виконуючи завдання інших персонажів, герой отримує досвід, гроші та корисні речі. Отримання досвіду дозволяє персонажеві зростати в рівнях розвитку, що дає можливість вивчити нове або покращити старе вміння і збільшити свої характеристики: силу, спритність, стійкість і енергію. Також персонаж різною мірою опірний до вогню, холоду, електрики та отрут. В цій грі персонаж може не лише йти, але й бігти, але на це витрачається запас витривалості, котрий потім автоматично поповнюється.
Зібрані предмети складаються до інвентаря (рюкзака) та на панель швидкого доступу (пояса), звідки можуть бути використані в будь-яку мить. Такі речі, як обладунки, зброя та амулети екіпіруються на тіло героя в спеціальні комірки: голова (шоломи, капішони, корони), шия (амулети), торс (обладунки), права і ліва рука (зброя та щити), кисті (рукавиці), пальці (персні), пояс (пояси), ноги (черевики). При цьому від одягнутого пояса залежить скільки комірок у ньому доступно для предметів, тоді як рюкзак завжди того самого обсягу. З часом отримується горадричний куб — предмет, який займає 4 клітинки в інвентарі, але сам має 12. В ньому предмети можуть як зберігатися, так і перетворюватися на інші. В таборі герой має особисту скриню, призначену для зберігання предметів між вилазками.
Якщо персонаж гине, він воскресає в таборі, але втрачає частину золота й зібраних речей. Його старе тіло лишається в місці загибелі, дійшовши до нього, герой може забрати втрачене.

### Класи персонажів
В оригінальній Diablo II на вибір дається п'ять класів персонажів: Амазонка, Некромант, Варвар, Чарівниця і Паладин. У доповненні Diablo II: LoD додані персонажі Асасин і Друїд.
- Амазонка — вправна з луками, дротиками та списами. Другорядні вміння орієнтовані на самозахист. Максимум здоров'я, відповідно до рівнів, росте трохи швидше, ніж максимум мани.
- Некромант — володіє некромантією, що дозволяє йому прикликати на свій бік скелетів і големів. Також в бою використовує прокляття, що ослабляють ворогів, і заклинання кісток, які або стримують ціль, або завдають їй ушкоджень. Спочатку підвищені енергія і спритність, але ослаблені сила і стійкість. Кількість мани з рівнем росте трохи швидше, ніж кількість здоров'я.
- Варвар — вправний боєць ближньому бою, може використовувати дві зброї одразу, але лише зброю ближнього бою. Володіє бойовими кличами, які посилюють його і союзників, він. Може тримати дворучну зброю однією рукою. Здатність «Майстерність» дозволяє поліпшити рівень володіння будь-яким видом зброї. Також є кілька потужних ударів-стрибків і подібних умінь, що допомагають йому знищувати ворогів. Серйозно посилені сила і живучість, але вельми ослаблена енергія. Кількість здоров'я з рівнем росте вдвічі швидше за кількість мани.
- Паладин — віддає перевагу мечу зі щитом, котрим також може завдавати ударів. Поширює навколо аури, що посилюють союзників чи завдають шкоди ворогам. Особливо ефективний проти немертвих. Як і Варвар, має кілька потужних ударів. Сила і живучість спочатку посилені, а енергія ослаблена. Кількість здоров'я з рівнем росте трохи швидше, ніж кількість мани.
- Чарівниця — спритна, але вразлива, схильна до магії стихій — Вогню, Холоду, Блискавки, котрими й атакує, натомість погано володіє зброєю. Володіє найбільшим запасом енергії. Кількість мани з рівнем росте вдвічі швидше кількості здоров'я.
- Асасин — володіє заклинаннями установки пасток і виклику своєї тіні. Має навички для ударів ногами та їх посилення. Кількість здоров'я з рівнем росте трохи швидше, ніж кількість мани. З'явилась у доповненні Lord of Destruction.
- Друїд — універсальний воїн, якому служать як звірі й птахи, так і духи лісу. Може перетворюватися на вовка, що дає швидкість і силу, або ведмедя, що дає міць і живучість. До того ж володіє стихією холоду і вогню. Спочатку посилена живучість, а сила — навпаки. Кількість мани з рівнем росте трохи швидше кількості здоров'я. З'явився в доповненні Lord of Destruction.

### Рівні складності
У Diablo II три рівня складності: «нормальний» (Normal), «кошмар» (Nightmare) і «пекло» (Hell). Зі збільшенням рівня складності збільшуються основні характеристики монстрів, такі як живучість, сила, броня, опірність до чарів. В унікальних монстрів підвищується кількість здібностей. Також збільшується кількість досвіду, яку отримує персонаж, і поліпшуються характеристики предметів, які можуть випадати з вбитих ворогів. Крім цього, з підвищенням рівня складності у персонажа знижується опірність до магії: на «кошмарі» до 40 %, «пеклі» — зникає зовсім. При проходженні гри на різних рівнях складності персонаж отримає відповідні звання: сер/дама, лорд/леді, барон/баронеса.
На початку гри пропонується обрати опцію Hardcore-персонажа, що означає більш реалістичну, але і складнішу гру за нього. Hardcore-персонаж відрізняється від звичайного тим, що в разі його смерті ним не можна продовжити гру, він вмирає раз і назавжди. Також він не може користуватися особистою скринею в таборі та не може торгувати. Після загибелі такий герой лишається у списку створених героїв, але без змоги продовжити грати. При грі в режимі Hardcore персонаж отримує звання граф/графиня, герцог/герцогиня і король/королева відповідно.

### Багатокористувацький режим
У Diablo II є можливість грати одночасно кільком гравцям. Використовується клієнт-серверна технологія, де як сервер виступають або офіційні сервери Battle.net, або інші. Одночасно в багатокористувацьку гру можуть заходити до 8-и персонажів. Багатокористувацький режим відрізняється й ігровим процесом. При грі кількома гравцями збільшується кількість здоров'я монстрів і кількість досвіду, що дається за їх вбивство. Атрибути персонажа і його речі зберігаються на сервері, а не у файлі на локальному комп'ютері, доступному для зміни. У персонажів є можливість торгувати й обмінюватись речами (або дарувати їх) між собою. Гравці можуть спілкуватись, як у самій грі, так і в загальних чатах сервера, об'єднуватися один з одним у союзи або ворогувати (PvP). Спочатку персонажі нейтральні, але вони можуть як кооперувати свої зусилля (Party), так і протистояти один одному (обравши опцію Hostile).

## Сюжет
У пролозі колишній переможець Диябла, не зумівши подолати вплив демона, став Темним Мандрівником. Він заходить до шинку, ховаючись від бурі, та, не здатний контролювати Повелителя Жаху всередині себе, випускає сили хаосу, що прикликає демонів і скелетів. Ті вбивають усіх у шинку, крім Маріуса, якого Мандрівник забирає з собою. Темний Мандрівник проходить через Монастир розбійниць. Там він змушує сестер Незрячого ока покинути монастир, і доручає доньці демона Мефісто на ім'я Андаріель охороняти це місце.
Тим часом до табору розбійниць прибуває група шукачів пригод, яка збирається вирушити на пошуки монастиря і зла всередині нього. На своєму шляху вони звільняють Декарда Каїна, останнього вцілілого в захопленому місті Тристрамі. Каїн направляє їх на шлях до монастиря, де вони долають Андаріель, і знаходять вільний шлях до Лут Голейна, куди прямував Мандрівник.
Разом із Маріусом мандрівник подорожує на Схід і добирається до Лут Голейна, щоб знайти гробницю горадрима Тал Раші, де ув'язнено брата Диябла. Але там на нього чекає архангел Тираель, представник сил Небес. Він і Мандрівник сходяться в поєдинку. Тим часом демон Баал, ув'язнений в тілі Тал Раші, відчуває присутність Маріуса. Демонові вдається перехитрити Маріуса, змусивши його бачити замість себе закутого в ланцюги в'язня. Він переконує Маріуса витягнути Камінь душі з грудей Тал Раші. Баал вивільняється, разом зі своїм братом вони долають Тираеля і залишають його в пастці в гробниці, охороняти яку від вторгнення архангелів вони залишають демона Дуріеля. Тираель, не маючи можливості вийти, дає завдання Маріусу взяти Камінь душі Баала і вирушити до Східного Королівства Кураста. Там Маріус повинен увійти в портал у Пекло і знищити Камінь душі в Пекельній Кузні.
Група героїв, яка вбила Андаріель у монастирі, після низки пригод знаходить гробницю, і перемагає Дуріеля, чим звільняє Тираеля. Вимушені тепер переслідувати Темного Мандрівника і Баала, герої пливуть на Схід до Кураста.
Темному Мандрівникові, чиє тіло спотворюється Дияблом, разом із Баалом вдається звільнити їхнього старшого брата Мефісто в Курасті. Мефісто вдалося розбестити віру тамтешньої церкви прямо зсередини свого Каменя душі — усі прихильники, за винятком вищого лідера Ку-Хегана, підпали під його вплив. Вища Рада, яка до цього керувала орденом паладинів, стала слугами Мефісто. Братам-демонам не склало труднощів дістатися до свого третього брата одразу ж після прибуття до Кураста. Після об'єднання Темний Мандрівник набув форми Повелителя Жаху, і троє демонів відкрили портал до пекла. Диябло вирішив знову підпорядкувати собі Пекло, відвоювавши його в Азмодана і Беліала. Повелитель Жаху через портал входить до Пекла.
Забутий демонами, Маріус пам'ятає про наказ ангела вирушити до Пекла, але не знаходить у собі хоробрості, замість цього він відступає, і знаходить притулок у божевільні.
Коли герої досягають нижнього рівня темниці Мефісто, Баала тут уже немає, зате залишився сам Мефісто. Герої долають його, а Камінь душі залишається цілим, і його чекає транспортування через портал до Пекла. У Пеклі герої починають діяти з Пекельної фортеці, яка є передовим бастіоном Небес у їхній війні проти Пекла. Тут героям дають три завдання: знайти і знищити палого янгола Ізуала, відшукати Пекельну кузню і зруйнувати в ній Камінь душі Мефісто, а також здолати Диябла.
Ізуал був колись одним із лейтенантів Тираеля, і керував облогою Пекельної кузні, що закінчилася невдало. У ході атаки він потрапив до полону й був ув'язнений у тіло демона, після чого уникав як Небес, так і Пекла. Тираель видає завдання позбавити Ізуала його мук. Після убивства Ізуала і руйнування Каменя душі Мефісто герої йдуть на бій з Дияблом. Повелитель Жаху тримає оборону у Святилищі хаосу. Команда героїв перемагає Повелителя Жаху, а його Камінь душі так само знищується в Пекельній кузні.
В епілозі Баал розшукує Маріуса, і знаходить його в божевільні. Перетворившись Тираелем, Баал просить Маріуса віддати Камінь душі йому. Маріус виконує прохання, за мить зрозумівши що накоїв.

## Доповнення
Lord of Destruction — доповнення, розроблене «Blizzard North», і випущене «Blizzard Entertainment» 2001 року. У ньому додали класи Асасина і Друїда, і нові чарівні предмети, включаючи специфічні для кожного класу. Сюжет продовжує оригінальну гру. Баал, також відомий під ім'ям Лорд Руйнування, утік із Каменем душі, сподіваючись помститися за своїх братів, і захопити весь світ. Самі події доповнення відбуваються, коли Баал уже розгорнув діяльність із поневолення світу. Він починає наступ на гору Арреат, де міститься Камінь світу, який відділяє Пекло від Раю, зберігаючи світовий баланс.

## Ремастер
Ремастер гри під назвою Diablo II: Resurrected , розроблений Blizzard Entertainment і Vicarious Visions, і виданий Blizzard Entertainment 23 вересня 2021 року, надає оновлену графіку, що подається в тому ж стилі та ізометричній проєкцій, проте з використанням тривимірних моделей замість спрайтів. У ремастері передбачене перемикання між старим і новим виглядом. Відеовставки було цілком перероблено. Resurrected підтримує роздільну здатність графіки 4K і звук 7.1 Dolby Surround. Blizzard лишили ігровий процес і баланс тими ж, що в оригіналі, додавши невеликі оновлення, що роблять грання зручнішим. Спільне сховище дозволило гравцям передавати предмети між власними персонажами, тоді як в оригіналі для цього слугував персонаж «мул». Додалася функція автоматичного підбирання золота та інші невеликі покращення. Ремастер нагадує гравцям витрачати невикористані очки навичок і вказує, що розподіл очок незворотний. Ремастер може використати файли збережень оригінальної Diablo II (в однокористувацькому локальному режимі), щоб продовжити гру з того ж моменту, коли її перервано в оригіналі. На відміну від оригінальної Diablo II, Resurrected дозволяє гравцям неодноразово відкривати секретний гумористичний рівень з коровами.

## Оцінки й відгуки
| Агрегатор    | Оцінка                   |
| ------------ | ------------------------ |
| GameRankings | 88.58% (PC) 83.00% (Mac) |
| Metacritic   | 88 (PC)                  |

| Видання  | Оцінка   |
| -------- | -------- |
| GameSpot | 8.5/10.0 |
| GameSpy  | 86/100   |
| IGN      | 8.3/10.0 |

Diablo II здобула схвалення численних критиків. Версія для ПК зібрала середню оцінку у 88 балів на агрегаторі Metacritic і 88,58 % на GameRankings. Версія для Mac отримала 83,00 % на агрегаторі GameRankings. За версією GameRant, Diablo II посідає друге місце у франшизі Diablo як найкраща гра. Перше присуджено її доповненню Lord of Destruction. Її також зараховано до 10-и найкращих hack and slash усіх часів.
GameSpot, оцінивши гру в 8,5 балів з 10, писали: «Фактичний ігровий процес все ще складається майже виключно зі вбивства монстрів, щоб отримати скарби та очки досвіду. Оскільки ваш персонаж постійно отримує все більше і більше грізних здібностей і зброї, цей відносно простий стиль гри виявляється таким же захопливим, як це було в оригінальній Diablo та в інших іграх, які з того часу використовували ту саму формулу. Важко вирватися з гри, яка завжди тримає вас на межі винагороди за наступне досягнення». Досвідченим гравцям Diablo II може здатися простою, але це компенсується можливістю по-різному розвивати кожного персонажа.
Згідно з IGN, що дали грі 8,3 балів з 10, одна з найпривабливіших особливостей Diablo II полягає в розвитку персонажів через дерево навичок. «Для кожного персонажа є багато унікальних навичок, які можна покращити, тож ви здатні стати справді потужними в одному або застосувати широкий підхід […] Кожен із персонажів має свої переваги та недоліки, тому варто поекспериментувати з кожним, аби вирішити, який стиль гри ви захочете прийняти». У гри чудовий інтерфейс і звук, «фантастичні» відеовставки, але присутні програмні помилки та дратівлива механіка влучань/проміхів. Зазначалося, що через тривалу розробку графіка гри застаріла, хоча все ще «вище середньої».
Diablo II записана до Книги рекордів Гіннеса видання 2000 року як гра для ПК, що найшвидше продавалася, обсягом понад 1 млн примірників за перший тиждень.